# Кишинёвский погром

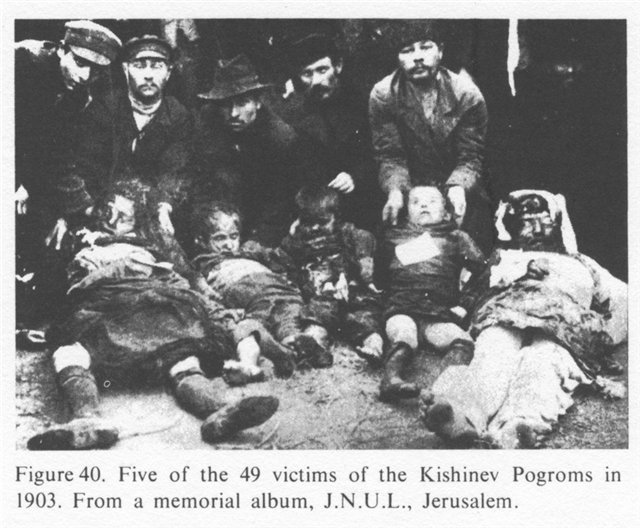
Жертвы погрома

Кишинёвский погро́м (рум. Pogromul de la Chișinău, ивр. פרעות קישינב‎, идиш דער קעשענעװער פּאָגראָם‎) — один из самых известных еврейских погромов в Российской империи. Произошёл 6 (19)—7 (20) апреля 1903 года в Кишинёве при попустительстве властей. Во время погрома было убито около 50 человек, искалечено около 600, повреждено около трети всех домостроений города.

## Причины погрома
За два месяца до погрома в небольшом городке Дубоссары исчез, а потом был найден убитым четырнадцатилетний подросток Михаил Рыбаченко. Единственная ежедневная кишинёвская газета «Бессарабец», возглавлявшаяся известным антисемитом П. А. Крушеваном, стала обсуждать возможную ритуальную подоплёку этого убийства и занялась перепечаткой циркулировавших среди населения Дубоссар слухов, поддерживавших эту версию. В частности, сообщалось, что труп был найден с зашитыми глазами, ушами и ртом, надрезами на венах и следами верёвок на руках. Выдвигалось предположение, что подросток был похищен и обескровлен евреями с целью использования его крови в каком-то ритуале. В одной из статей писалось, что один из убийц-евреев был уже пойман и рассказал о деталях преступления. Статьи вызвали волнения среди жителей города и усилили существовавшие предрассудки и суеверия против евреев. Появились опасения, что подобное убийство может произойти и в Кишинёве.
По требованию следователя, установившего к тому времени отсутствие ритуального характера убийства (настоящий убийца был найден позднее — мальчика убил его дядя из-за наследства), в «Бессарабце» было опубликовано официальное опровержение напечатанных ранее домыслов. Приводились результаты вскрытия, показавшего, что подросток погиб от множественных колотых ран, а не от кровопотери. Указывалось на отсутствие надрезов, швов на глазах и т. п. Опровержение помогло прояснить обстановку, но не успокоило волнения — многие горожане сочли его попыткой властей скрыть преступление под давлением евреев.
Тем временем в городе прошёл слух, что царь лично издал секретный указ, разрешающий грабить и избивать евреев в течение трёх дней после Пасхи. За неделю до праздника в общественных местах города появились листовки, которые повторяли напечатанную ранее в «Бессарабце» антисемитскую клевету и призывали добропорядочных христиан к действиям против евреев во имя царя.
Встревоженная взрывоопасной атмосферой в городе еврейская община направила делегации к губернской администрации с просьбой о помощи и защите и к епископу Кишинёвскому и Хотинскому Иакову с просьбой публично выступить против кровавого навета и успокоить волнения в пастве. Делегации были приняты и доброжелательно выслушаны, однако каких-либо значительных действий со стороны администрации и духовенства не последовало. Если бессарабский губернатор В. С. Раабен всё же приказал несколько усилить патрули в городе на время пасхальных праздников, то митрополит Иаков никаких мер не принял и впоследствии высказался, что «бессмысленно отрицать тот факт», что еврейская секта «Хузид» практикует питьё христианской крови втайне от своих собратьев по религии.

## Погром

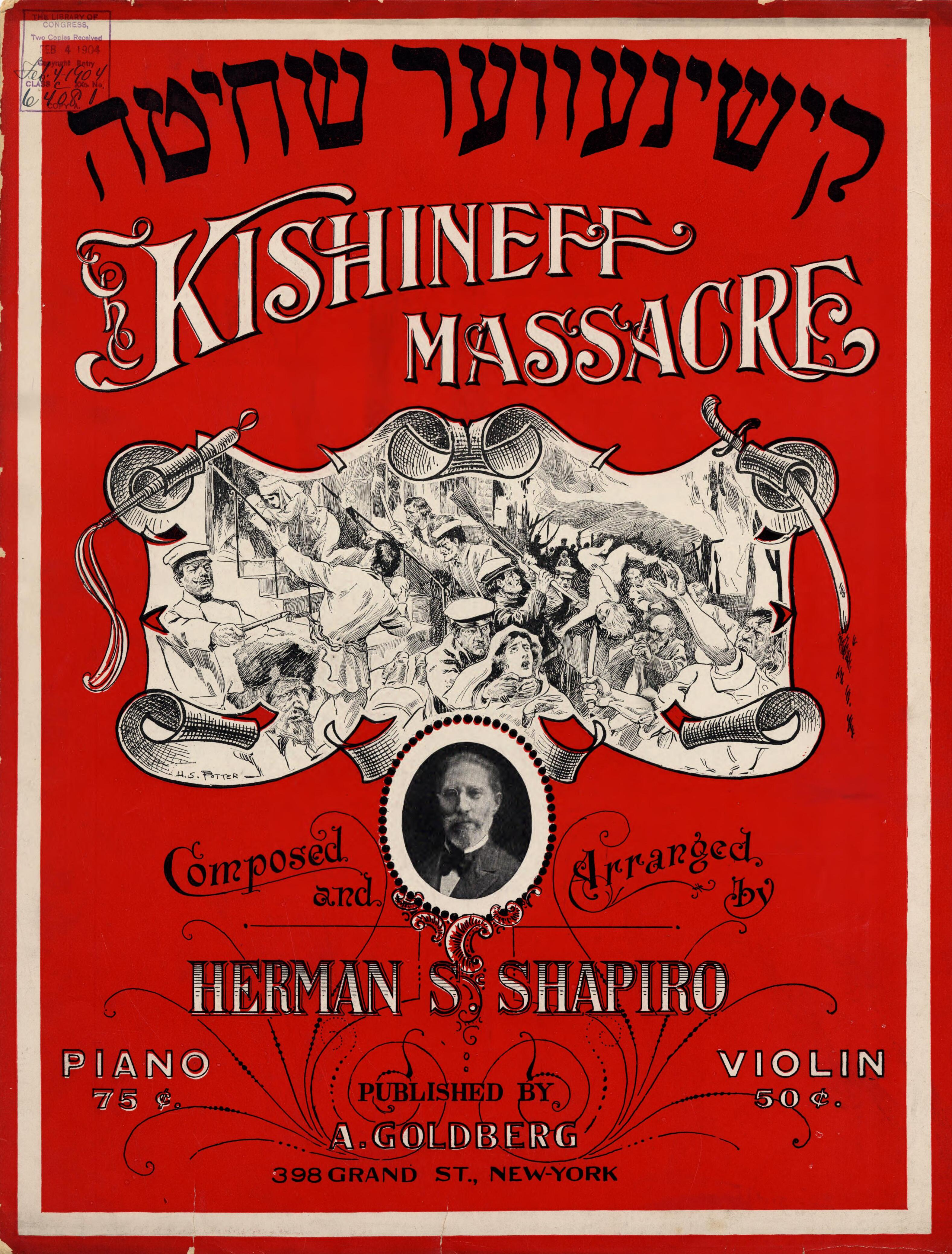
Обложка нот элегии «Кишинёвский погром» Германа С. Шапиро с изображением сцены Кишинёвского погрома. 1904

В воскресенье днём 6 (19) апреля 1903 года — на последний день еврейской Пасхи и в первый день Пасхи православной — из толпы, собравшейся на площади, полетели первые камни в еврейские дома. «Неприятие полицией энергичных мер к немедленному подавлению беспорядков» повело к разгрому двух еврейских лавок и нескольких рундуков. К вечеру всё затихло, и ночь прошла спокойно. «Никаких насилий над личностью евреев в этот день произведено не было». Полиция арестовала 60 человек. На улицы вывели воинские патрули из гарнизона, но никаких приказов солдаты не получили. Кишинёвский губернатор Р. С. фон Раабен и прочие высшие должностные лица своим бездействием фактически поощрили продолжение погрома.
На следующий день 7 (20) апреля весть о начале беспорядков в городе быстро достигла предместий: «…христианское население… сильно волнуясь, стало собираться в разных местах города и на окраинах небольшими группами, которые вступали с евреями в столкновения, принимавшие всё более и более острый характер». Евреи, почувствовав растерянность власти, решили прибегнуть к самозащите: «Вчера вы русских не разгоняли, сегодня мы сами будем защищаться». На Новом базаре «собралось человек свыше 100 евреев, вооружённых для самозащиты дрючками, кольями и некоторые даже ружьями, из которых по временам стреляли», некоторые «имели при себе… и бутылки с серной кислотой, коей они и плескали в проходящих христиан».
По отчёту кишинёвского прокурора В. Н. Горемыкина, расследовавшего погром:

В разных частях города многочисленные партии, человек в 15—20 христиан каждая, почти исключительно чернорабочих, имея впереди себя мальчиков, бросавших в окна камни и кричавших, начали сплошь громить еврейские лавки, дома и жилища, разбивая и уничтожая находящееся там имущество. Группы эти пополнялись гуляющим народом. …имущество подвергалось немедленно полному уничтожению. …[товар] частью уничтожался на месте, частью расхищался лицами, следовавшими за громилами. …в еврейских молитвенных домах произведено было полное разрушение, а священные их свитки (тора) выбрасывались на улицу в изорванном виде. …часть вина [из винных лавок] выпускалась на улицу, часть же на месте распивалась бесчинствующими.
Нераспорядительность полиции породила новые слухи о том, что правительство разрешило бить евреев, так как они являются врагами отечества. «Евреи, опасаясь за свою жизнь и имущество, окончательно растерялись и обезумели от страха… Часть евреев, вооружась револьверами, прибегла к самозащите и начала стрелять в громил… бесцельно и неумело». Это вызвало «…дикий разгул страстей. Толпа громил озверела, и всюду, где раздавались выстрелы, она немедленно врывалась и разносила всё вдребезги, чиня насилия над попадавшимися там евреями». Роковым для евреев был «выстрел, коим был убит русский мальчик Останов». К часу дня «насилия над евреями принимали всё более и более тяжёлый характер», сопровождаясь «целым рядом убийств».
К двум — трём часам дня погром охватил бо́льшую часть города. Полиция даже не пыталась остановить толпу: «нижние чины полиции, в большинстве случаев, оставались лишь немыми зрителями погрома».
В. Короленко, прибывший в Кишинёв спустя два месяца после погрома, в очерке «Дом № 13» описывает некоторые сцены погрома:

Я имел печальную возможность видеть и говорить с одним из потерпевших… Это некто Меер Зельман Вейсман. До погрома он был слеп на один глаз. Во время погрома кто-то из «христиан» счёл нужным выбить ему и другой. На мой вопрос, знает ли он, кто это сделал, — он ответил совершенно бесстрастно, что точно этого не знает, но «один мальчик», сын соседа, хвастался, что это сделал именно он, посредством железной гири, привязанной на верёвку.
В три с половиной часа губернатор Раабен передал командование начальнику гарнизона генералу Бекману «с правом употребления оружия». Солдатам гарнизона были розданы патроны, войска произвели массовые аресты погромщиков.

В пять часов этого дня [7 апреля] стало известно, что «приказ», которого с такой надеждой евреи ждали с первого дня, наконец, получен… В час или полтора во всем городе водворилось спокойствие. Для этого не нужно было ни кровопролития, ни выстрела. Нужна была только определённость.

## Последствия погрома
Согласно данным Еврейской энциклопедии, в результате погрома погибли 49 человек, 586 были ранены, были разрушены более 1500 домов (более трети от всех домовладений Кишинёва).
Результаты погрома по прокурорскому отчёту Горемыкина:

«Всех трупов обнаружено 42, из коих 38 евреев; у всех убитых найдены были повреждения, причинённые тяжёлыми тупыми орудиями: дубинами, камнями, лопатами, у некоторых же острым топором… Огнестрельных ран не было [у убитых]… Раненых всех 456, из коих 62 христианина… Из числа [394 раненых] евреев только пятеро получили тяжкие повреждения; остальные все легкие. Никаких следов истязаний ни у кого не найдено, и только лишь у одного еврея, слепого на один глаз, выбит другой глаз… Почти 3/4 пострадавших мужчины, за единичными исключениями, взрослые люди. Об изнасилованиях было подано три заявления, из коих по двум составлены обвинительные акты… Домов разгромлено было около 1350.»— из книги Солженицына «Двести лет вместе»

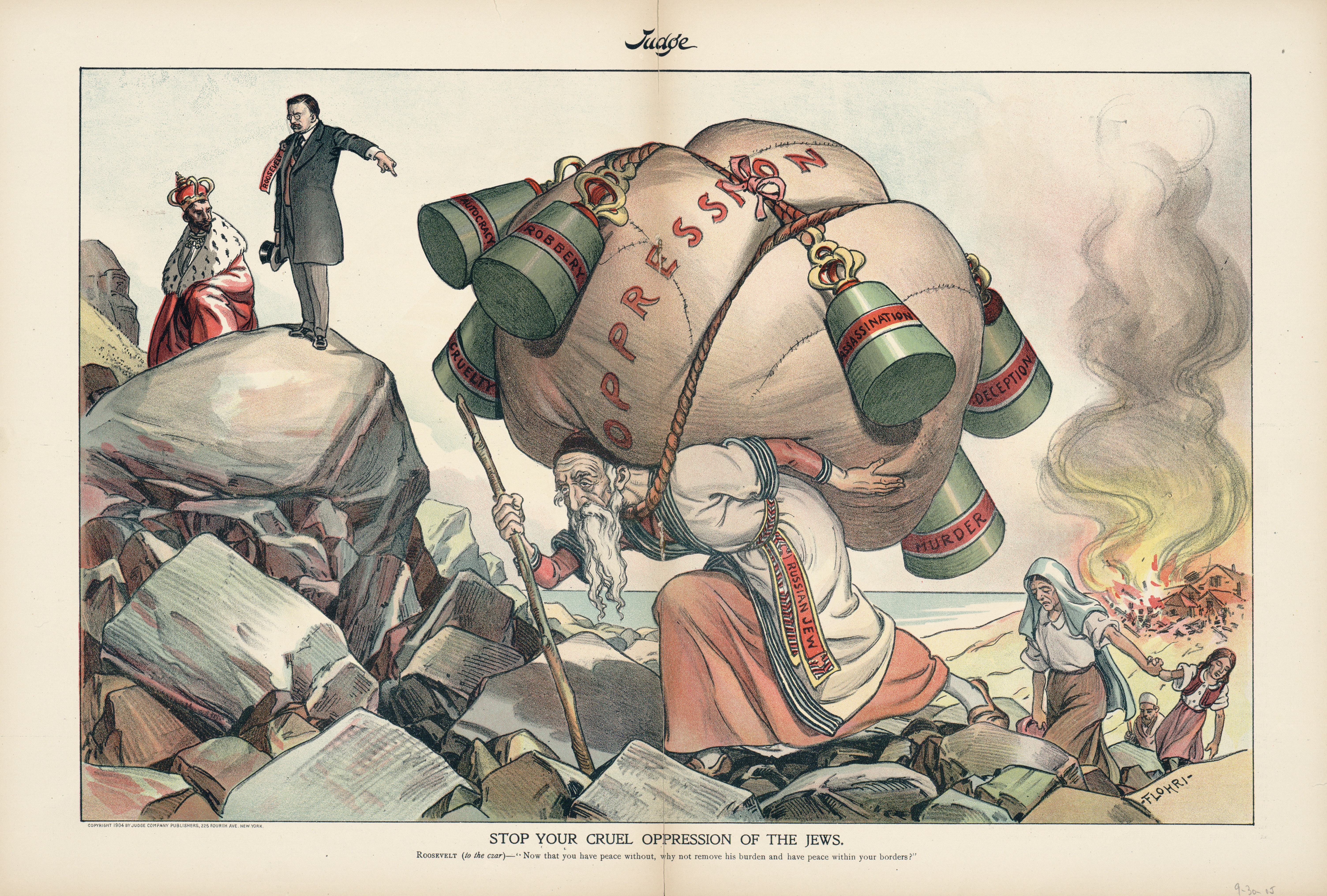
Американская литография 1905 года, выпущена после еврейских погромов в Российской империи с требованием прекратить погромы

Современные исследователи критикуют отчёт Горемыкина, указывая на ряд фактов, позволяющих делать выводы о том, что Горемыкин пытался скрыть факт организации погрома и соучастие в этом властей.
Власти арестовали свыше 800 погромщиков, около 300 из них были преданы суду, проходившему в закрытом режиме. Некоторых приговорили к различным срокам каторжных работ, тюремному заключению. Часть погромщиков была оправдана. Был уволен со своего поста губернатор края Рудольф фон Раабен. В ходе независимого расследования выдвигались подозрения, что погром был подготовлен и организован непосредственно Охранным отделением в лице ротмистра барона Левендаля в русле политики натравливания одних слоёв населения на другие.
В 1903 году студент киевского политехнического института Пинхус Дашевский, мстя за погром, ранил П. Крушевана ножом. Дашевский был арестован, приговорён к пяти годам арестантских рот, однако в 1906 году амнистирован.

## Общественный резонанс
Кишинёвский погром получил большой общественный резонанс в России, Европе и Америке начала XX века. Был организован Комитет по оказанию помощи пострадавшим от погрома, в который поступило около одного миллиона рублей из городов России и всего мира и в который среди прочих перечислил свой гонорар и певец Ф. И. Шаляпин.
Погрому по следам событий посвятил очерк «Дом № 13» писатель В. Г. Короленко. Лев Толстой выступил с заявлением, в котором осудил погромщиков и выразил сочувствие жертвам. Резко осудили погром епископ Волынский и Житомирский Антоний (Храповицкий) и настоятель кронштадтского Андреевского собора протоиерей Иоанн Кронштадтский, однако последний вскоре изменил свое мнение и, ссылаясь на очевидцев событий, возложил основную долю ответственности за погром на самих евреев. Историк Е. Л. Мороз считает, что Иоанна Кронштадтского переубедил один из инициаторов погрома.
Под влиянием этих событий американский банкир и еврейский общественный деятель Якоб Шифф предпринял практические шаги, направленные против российских властей, угнетающих своих подданных-евреев. Он написал президенту Т. Рузвельту несколько писем, в которых просил его выступить в Конгрессе США и по дипломатическим каналам в защиту евреев в России, способствовал размещению в Соединённых Штатах японских государственных займов во время Русско-японской войны и успешно противодействовал аналогичным устремлениям русского царского правительства. Япония на полученные средства смогла продолжать дорогостоящую военную кампанию, что повлияло на исход войны.
Теоретик марксизма Карл Каутский в своей статье о Кишинёвском погроме обвинил в усилении антисемитских настроений в народных массах сионистов, заявив, что те своей деятельностью усиливают изоляцию еврейства от остального населения.

## В культуре

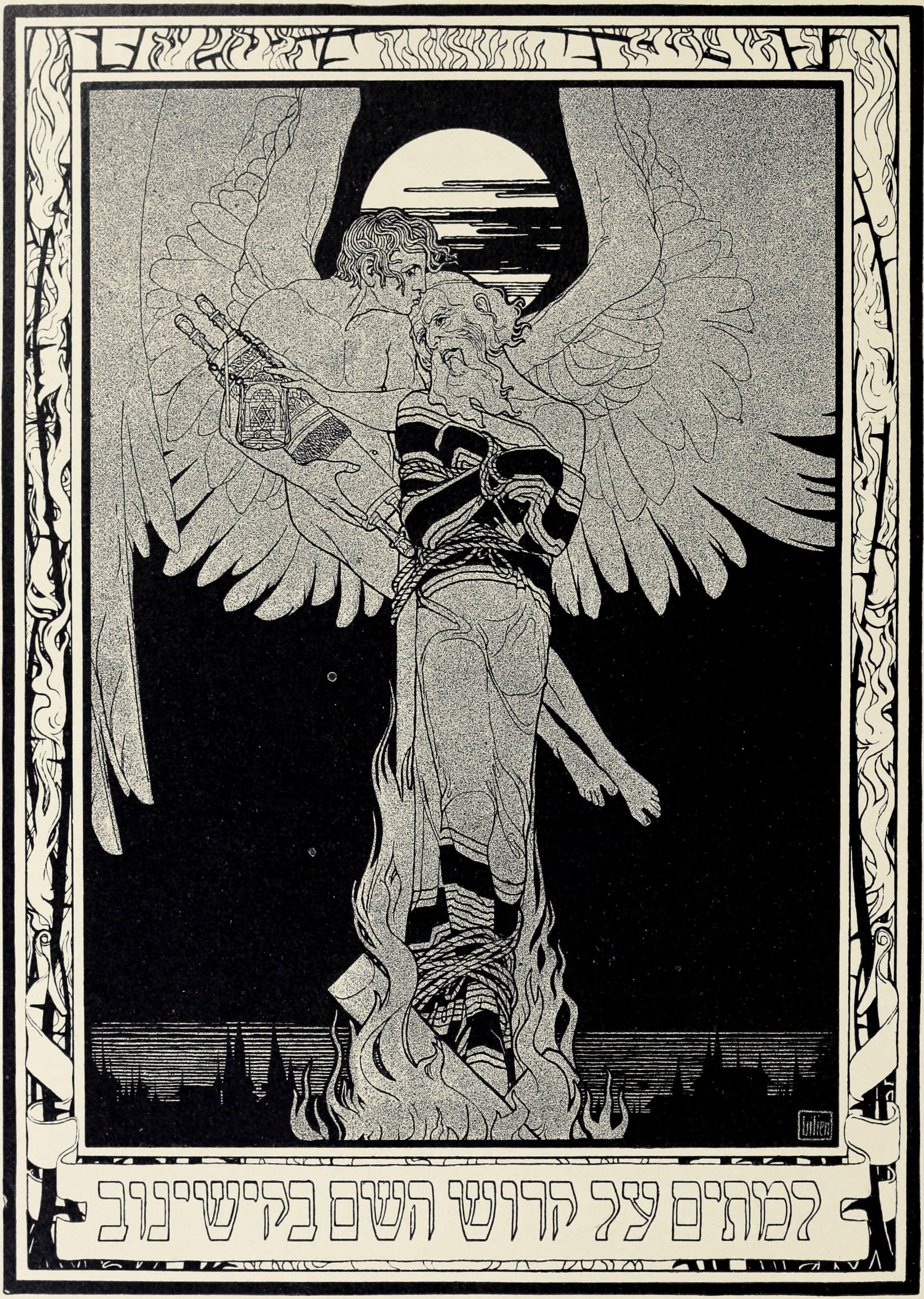
Памяти жертв Кишинёвского погрома, Эфраим Моше Лилиен

Погрому посвящены следующие художественные произведения:
- В. Г. Короленко «Дом № 13» (очерк).
- Х. Н. Бялик «Сказание о погроме» («В городе резни», поэма, два варианта — на иврите и идише).
- С. Е. Резник «Кровавая карусель» (роман).
- Борис Сандлер «Глина и плоть» («Когда голем закрыл глаза», историческая повесть).
- Александр Хемон «Проект „Лазарь“» (The Lazarus Project, роман).
- Семён Юшкевич «Евреи» (повесть).
- Shelly Sanders[англ.] «Rachel’s Secret» (Секрет Рэйчел, роман).
- Alexandru Bordian «Casa Inglezi» (Дом Инглези, роман, на румынском[16])
- Наталия Осояну «Змей» (повесть), журнал «Юность», № 6, 2021